# Sucker Punch: Измислен свят
„Измислен свят“(на английски: Sucker Punch), известен още като „Sucker Punch: Измислен свят“, е екшън фентъзи филм, по сценарий на Стив Шибуя и Зак Снайдър, който е режисьор на филма. Sucker Punch се отличава с женския ансамбъл, който включва Емили Браунинг, Ванеса Хъджинс, Аби Корниш, Джейми Чънг и Джена Малоун. Филмът разказва за младо момиче през 50-те години на 20 век, което предстои да бъде лоботомизирано и се опитва да избяга от приют за душевно болни, заедно със своите нови приятелки.
Сценарият, написан от Снайдър и Шибуя, е бил планиран за заснемане преди „Пазителите“ (Watchmen) – друг филм режисиран от Снайдър. Снайдър е работил върху историята на Sucker Punch шест години, докато е заснемал другите си филми. За снимките той събира отново екипа, с който е работил по „Пазителите“ във Ванкувър.
Филмът излиза на 25 март 2011 г. в нормален формат и IMAX. По-рано е обявено, че премиерата ще бъде на 8 октомври 2010 г., но е отложена. Заснемането се е състояло в някои части на Торонто и Ванкувър, и е продължило най-малко четири месеца, считано от септември 2009 г. до януари 2010 г.

## Въведение
Снайдър е описал филма като „Алиса в страната на чудесата с картечници“, включително дракони, B-52 бомбардировачи и публични домове. Жената на Снайдър – Дебора Снайдър, която е и производителен партньор, казва: „в крайна сметка се разказва за това момиче и как е оцеляло, и за това, което трябва да направи, за да бъде в състояние да се справи.“
През 2009 г. Снайдър публикува кратко резюме на Sucker Punch, което гласи:
| „ | През петдесетте се разказва за историята на Бейби Дол (Браунинг), която се опитва да се скрие от болката, причинена ѝ от злия ѝ пастрок и от лоботомията. Тя се оказва в психиатрична клиника и, докато е там, започва да си създава алтернативна реалност. Тя планира да избяга и да се освободи, но за да го направи, трябва да открадне пет предмета, преди да бъде хваната. Има пет дни, за да избяга, преди да бъде лоботомизирана. За да се справи със ситуацията, тя влиза в свръхреалния свят на въображението си, и границите между реалност и мечта започват да изчезват. Тя намира приятелки, които са пациенти в приюта за душевно болни. Заръките, които момичето получава във фантастичния свят, могат да ѝ помогнат да избяга от съдбата си в реалния свят. | “ |

## Актьорски състав
- Емили Браунинг – Бейби Дол
- Аби Корниш – Суийт Пий
- Джена Малоун – Рокет
- Ванеса Хъджинс – Блонди
- Джейми Чънг – Амбър
- Карла Гуджино – Д-р Вера Горски / Мадам Вера Горски
- Оскар Айзък – Блу Джоунс
- Джон Хам – Докторът
- Скот Глен – Мъдрецът / Генералът / Шофьорът на автобуса

## Развитие на проекта
Sucker Punch е започнат през март 2007 г., но Снайдър го оставя настрана, за да работи върху „Пазителите“. Филмът е първият филм на Снайдър, не въз основа на друга работа и той участва в написването на историята, заедно със Стив, който е истинският автор на историята. Снайдър още е режисьор и продуцент, а неговата жена Дебора Снайдър е продуцентски партньор.
В началото на 2009 г. Уорнър Брос обявяват, че ще разпространяват Sucker Punch благодарение на успеха на предишния филм на Снайдър – „Пазителите“. „Никога не са казвали „А, това би могло да бъде по-кратко“ или „Жалко, в това има прекалено много насилие“. И това е наистина страхотно. Предизвиках ги отново със Sucker Punch".
Когато Снайдър е в Сан Диего, за да представи „Пазителите“ на Comic-Con, той раздава тениски с рисунки на Sucker Punch. Илюстрацията е проектирана от Алекс Праде. Предварителната продукция започва през юни 2009 в Канада. Снайдър споделя, че се надява да направи нещо „по-секси, нещо по-разнообразно“.

## Екип
Преди кастингът да започне през март 2009 г., Снайдър разкрива, че е решен да направи изцяло женски кастинг за филма: „Вече направих изцяло мъжки подбор с „300“, така че сега съм на противоположния край на спектъра, оспорвайки позицията на Уорнър Брос през 2007 г. „не жената води“.
Снайдър прослушва първо Аманда Сайфред за ролята на Бейби Дол и я одобрява. Предлага роли и на Аби Корниш, Евън Рейчъл Уд, Ема Стоун и Ванеса Хъджинс. Въпреки решението му Аманда да изиграе главната роля, актрисата в крайна сметка отхвърля предложението поради съвпадение на графиците на снимките с друг филм – сериала на HBO „Голяма любов“. Дни по-късно Емили Браунинг се съгласява да замени Сайфред в ролята. Когато Емили потвърждава участието си, Хъджинс, Ууд, Стоун и Корниш са още в преговори.
Ууд отпада от проекта поради пречка в графика ѝ с филма и сериала на HBO – „Истинска кръв“ и един друг проект – Spider-Man. По-късно е заменена от Джена Малоун за ролята на „Рокет“. Стоун също отпада заради графика ѝ, но Джейми Чънг заема ролята на Амбър, която Стоун е трябвало да играе. Към Малоун, Браунинг и Чънг се присъединяват Крониш и Хъджънс, които приемат да участват във филма. Карла Гуджино, участва като г-жа Шулц, медицинска сестра в приюта. Тя и преди това е работила със Снайдър в „Пазителите“. За Джон Хам е потвърдено, че ще играе High Roller, човек, който избягва от Бродуей в края на август 2009 г.
Снайдър потвърждава, че Скот Глен се е съгласил да участва в проекта и ще изпълни ролята на The Wiseman. Оскар Айзък е прослушван в края на август 2009 г. Хъджънс ще играе ролята на упорито момиче. „Толкова съм развълнувана от ролята“, казва тя. „Постоянно казвам на всички: „Искам да играя в екшън филм.“ Но те реагираха: „Може би след няколко години.“ Така че аз сега бих могла да им се изсмея в лицето и да кажа: „Сега ще играя.“ Всяко едно от петте момичета има два образа – един в истинския свят и един в подсъзнателните мечти.

### Подготовка
Преди снимките е имало обучение и оценяване на борба. Обучението продължава 12 седмици. Започва през юни 2009 г. в Лос Анджелис и продължава по време на заснемането на филма. Основните момичета във филма казват, че са вдигали тежести по 210 kg за ролите си. Екипът започва снимките без Хъджинс, защото тя е на снимките на другия си филм – „Звяр“. Снайдър казва, че когато момичетата се бият, „са сякаш на път да убият бебето дракон, те трябва да убият орки и тем подобни създания и влизат през вратите, като ги разбиват, това е класика. Те имат картечници, но се борят с митични същества, невъзможни създания.“ Във въображението на героите, Снайдър подчертава, че те „могат да направят всичко“.
Аби Корниш разкрива, че останалата част от тях се обучават преди снимките, пет дни в седмицата по шест часа на ден и са снабдени с бойни принадлежности, мечове и хореография.

### Музика
Музиката играе основна роля във филма. „В историята музиката е нещото, което ги насочва към света на фантазията“, обяснява Снайдър. Оскар Айзък разкрива, че песните, използвани във филма, няма да са в оригиналните си версии, а ще бъдат в нов аражимент. Песни като „Зайчето Бяло“ от Джеферсън и „Любовта е наркотик“ от Рокси, ще бъдат включени във филма. Те ще бъдат изпети от актьорите или ще бъдат използвани по друг начин. В официалния сайт на Sucker Punch, се посочва, че Тайлър Бейтс (композирал предишния филм на Снайдър, Watchmen) и Мариус де Врийс (композирал музиката към филма „Мулен Руж“) ще композират и за Sucker Punch.

### Продукция и дизайн
С бюджет от 85 милиона долара продукцията е заснета през септември 2009 г., и се очаква да продължи до януари 2010 г. в Ванкувър и Торонто. Първоначално продукцията е трябвало да започне пред юни 2009 г., но е била отложена. Продукцията приключва на 22 януари 2010 г.
Снайдър разкрива, че преди да започнат снимките за филма, той вече е снимал няколко фентъзи поредици за Sucker Punch. Снайдър е измислил заглавието на филма от много дълго време и той казва, че това е за връзка с обществото. „Става въпрос за надеждата, която чувстваш, докато гледаш филма, то е нещо повече специфично от да кажеш: „О, това е историята на даден човек. Всичко това е стилизирано!“ Част от съдържанието на филма е за въображаем бродуей, петте момичета влизат в алтернативна реалност. Има и песни и танци. Хъджинс е включена в буйни танци и танцува хетно-кючек в кавернозен нощен клуб, докато герой от Браунинг се разправя с немски офицер. Във филма са включени и дракони, същества от друг свят и сценарий от Първата световна война. Снайдър изяви интереса си към съдържанието на филма:
„От друга страна, лично аз смятам, че е хубаво, че фетишите ми са неясни. Кой не иска да види момичета, спускащи се по окопите на Първата световна война? Винаги съм проявявал интерес към световете на комиксите, фантазията, анимационните филми.“
Рик Картър е сценограф, а визуалните ефекти на филма са правени от Animal Logic, състоящ се от 75 специалисти по визуални ефекти. Sucker Punch работи на три нива реалност, а след това подреалност, където психическата защита променя света в бродуей.

## Маркетинг
Sucker Punch участва в Comic-Con 2010, където са показани първи кадри от филма. Трейлърът излиза на 27 юли 2010 г.